# Balirund
Het balirund (Bos domesticus) is een zoogdier uit de familie van de holhoornigen (Bovidae). Het is een gedomesticeerde vorm van de banteng (Bos javanicus), een wild rund uit Zuidoost-Azië. Het balirund wordt voornamelijk gehouden in Bali, Oost-Java en geïsoleerde delen van Sumatra en Sulawesi.